# Santa Clara (Cuba)
Pour les articles homonymes, voir Santa Clara.
Santa Clara est une ville et une municipalité de Cuba et la capitale de la province de Villa Clara.

## Géographie

### Situation
La municipalité de Santa Clara est située vers le centre de l'île de Cuba, dans le centre de la province de Villa Clara, 
à 281 km est-sud-est de La Havane.

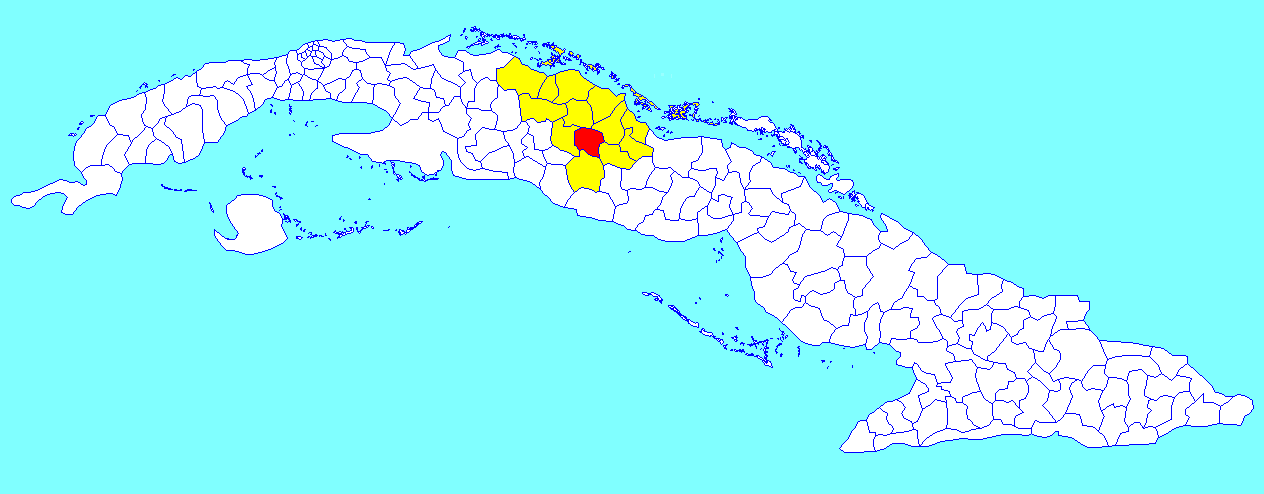
Municipalité de Santa Clara dans la province de Villa Clara

### Divisions administratives
Santa Clara a 19 consejos populares : Martí, Central Esteban Hernández, Itabo, Carlos Rodríguez, Hoyo Colorado et 28 de Octubre.
- Camacho - Libertad
- Capiro - Santa Catalina
- Bengochea - Sandino
- Hospital
- Condado Norte
- Virginia
- Abel Santamaria
- Antón Díaz
- Hatillo - Yabú
- Aeropuerto
- Universidad
- Manajanabo
- Sakenaf
- Condado Sur
- Escambray
- Chambery
- José Martí
- Centro
- Camilo Cienfuegos

### Transports
L'aéroport de Santa Clara (aéroport Abel Santamaria) se trouve à 10 km au nord de la ville.

## Population
En 2022, la population était estimée à 245 959 habitants ; pour une surface de 668,8 km2, la densité de population est de 367,8 habitants/km².
Sa population était estimée à 236 343 habitants en 2002 et  24,543 habitants en 2012.

## Histoire de Santa Clara

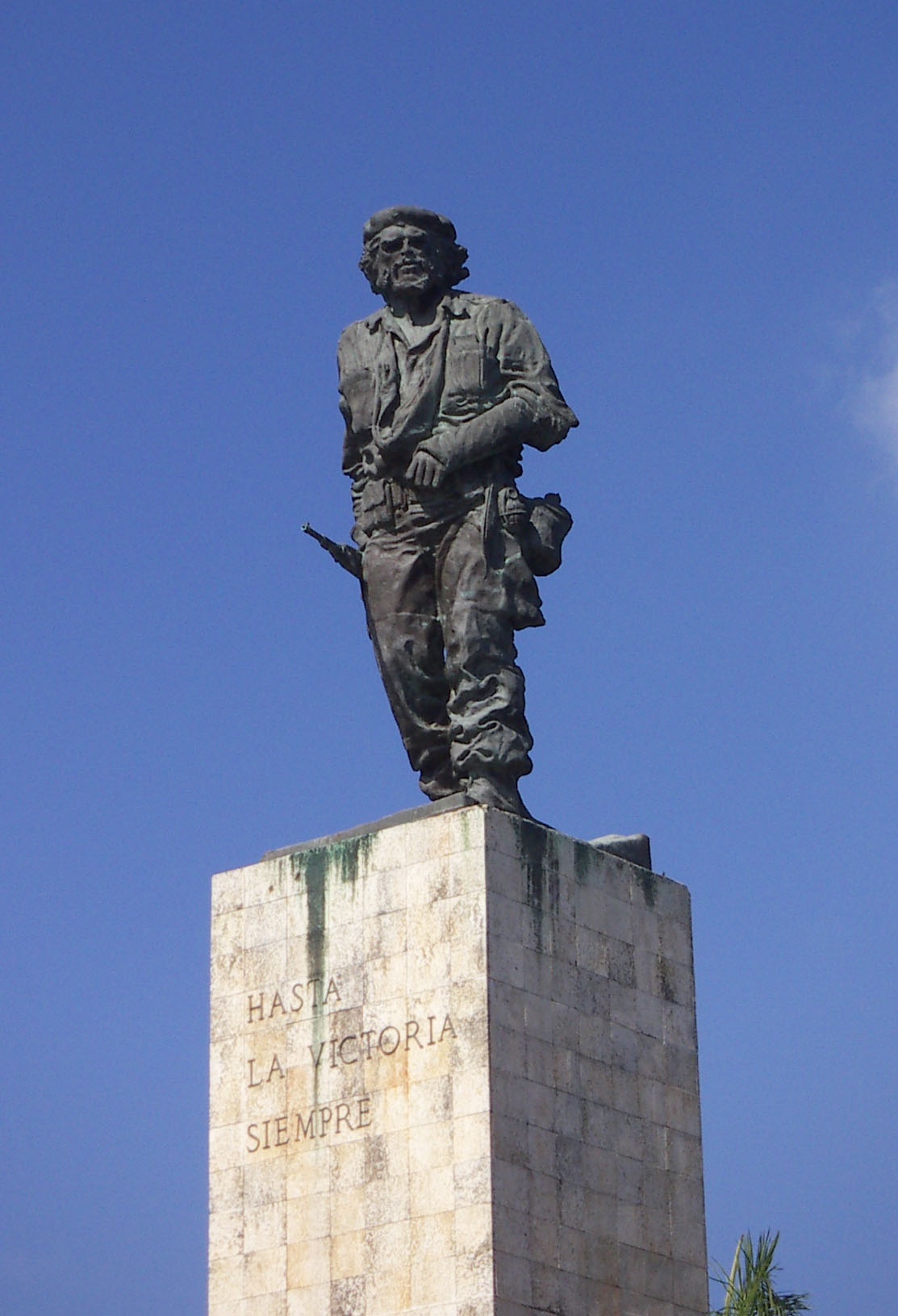
Statue du Che dominant le mausolée qui abrite ses restes.

Elle fut fondée en 1689 par les habitants de Remedios qui, par peur des attaques de pirates, avaient fui la côte. Elle est nommée en l'honneur de Claire d'Assise.
Pendant la révolution cubaine, le 28 décembre 1958, accompagné de seulement 300 hommes, Che Guevara parvint à prendre la ville avec l'aide d'une partie de la population et à vaincre les quelques 3 000 soldats du dictateur Batista qui la défendaient. Le lendemain, Che Guevara infligeait une nouvelle défaite aux troupes gouvernementales en faisant dérailler un train militaire transportant 408 soldats et tout un arsenal d'armes, qui devaient bloquer la progression des rebelles. Après s'être emparé des points stratégiques de la ville, ces derniers parachevèrent leur victoire par l'encerclement des hommes de Batista, lequel prit alors la fuite vers Saint-Domingue le 1er janvier 1959 et accéléra la chute de son régime.
C'est aussi là que le Che a été inhumé en 1997 (trente ans après sa mort), dans un mausolée avec d'autres de ses compagnons de guérilla. 

## Éducation
Santa Clara abrite l'université Marta-Abreu de Las Villas (espagnol : Universidad Central "Marta Abreu" de Las Villas (UCLV)), qui est composée de plusieurs facultés :
- Génie électrique
- Sciences agricoles
- Mathématiques, physique et informatique
- Sciences humaines
- Droit
- Psychologie
- Sciences sociales
- Construction
- Sciences de la gestion
- Génie mécanique
- Chimie et pharmacie
- Enseignement à distance

L'université propose des diplômes de licence, de maîtrise et de doctorat et se targue de former 35 000 ingénieurs, titulaires de licences, architectes, médecins et vétérinaires, dont 1 000 sont des étrangers originaires de 47 pays. En outre, elle a formé plus de 310 médecins et plus de 1 600 magistrats. L'université collabore avec des institutions d'Allemagne, d'Argentine, de Belgique, du Brésil, du Canada, de Colombie, de France, d'Espagne, du Pérou, du Mexique et du Venezuela.

## Évêché de Santa Clara
- Diocèse de Santa Clara
- Cathédrale de Santa Clara

## Personnalités nées à Santa Clara
- Marta Abreu (1845-1909), bienfaitrice ;
- Rubén González (1919-2003), musicien, membre notamment du Buena Vista Social Club ;
- Jesus Nogueiras (1959-), grand maître du jeu d'échecs ;
- Luis Alberto Rodríguez López-Calleja (1960-2022), militaire, homme d'affaires et homme politique cubain ;
- Miguel Díaz-Canel (1960-), président de la République cubaine ;
- Dafnis Prieto (1974-), musicien ;
- Ariel Pérez Rodríguez (1976-), vernien ;
- Matilde Ponce Copado (1932-2001), architecte moderniste ;

### Sport
- Benny Paret (1937-1962), boxeur ;
- Mike Cuellar (1937-2010), joueur de baseball ;
- Pablo Lara (1968-), haltérophile, champion du monde et champion olympique ;
- Mirka Francia (1975-), joueuse de volley-ball ;
- Yuniesky Betancourt (1982-), joueur de baseball ;
- Aledmys Díaz (1990-), joueur de baseball ;
- José Fernández (1992-2016), joueur de baseball ;